# Tyrese Haliburton
Tyrese Haliburton (* 29. Februar 2000 in Oshkosh, Wisconsin) ist ein US-amerikanischer Basketballspieler, der bei den Indiana Pacers in der National Basketball Association (NBA) spielt. Haliburton ist 1,96 Meter groß und wird als Guard eingesetzt. Er spielte in der NCAA für die Iowa State Cyclones und wurde im NBA-Draft 2020 in der ersten Runde an zwölfter Stelle von den Sacramento Kings ausgewählt.

## Laufbahn
Haliburton, ein Vetter des ehemaligen Basketballspielers Eddie Jones, war Schüler der Oshkosh North High School in seiner Heimatstadt im US-Bundesstaat Wisconsin. Er wurde als bester High-School-Spieler der Saison 2017/18 in Wisconsin ausgezeichnet, nachdem er im Schnitt 23,3 Punkte, 6,3 Vorlagen, 5,2 Rebounds und 3,7 Ballgewinne pro Partie erzielt hatte. Bereits im September 2017 hatte Haliburton seine Entscheidung bekanntgegeben, ein Stipendienangebot der Iowa State University anzunehmen.
In der Saison 2018/19 stand Haliburton bei 35 Einsätzen für die Mannschaft der Iowa State University 34 mal in der Anfangsaufstellung und erzielte 6,8 Punkte je Begegnung. Mit 125 Korbvorlagen war er in dieser Wertung zweitbester Spieler der Mannschaft. Im Spieljahr 2019/20 führte der Aufbauspieler die Hochschulmannschaft als bester Korbschütze (15,2 Punkte/Spiel) an, auch seine 5,9 Korbvorlagen und 2,5 Ballgewinne je Begegnung waren mannschaftsinterne Spitzenwerte. Im Februar 2020 zog er sich einen Bruch des linken Handgelenks zu. Im März 2020 gab er bekannt, seine Hochschulzeit zu beenden und am Draftverfahren der NBA teilzunehmen. Dort wurde er an zwölfter Stelle von den Sacramento Kings ausgesucht.
Nach 71 Einsätzen für die Kalifornier, in denen er im Schnitt 13,6 Punkte erzielte, wurde Haliburton im Februar 2022 an die Indiana Pacers abgegeben.
Im Februar 2023 wurde Haliburton das erste Mal für das NBA All Star Team nominiert. Im Sommer 2023 unterschrieb Haliburton bei den Indiana Pacers einen Maximalvertrag über fünf Jahre für ein Gehalt von 260 Millionen Dollar.

### Nationalmannschaft
Im Sommer 2019 wurde er mit der U19-Nationalmannschaft der Vereinigten Staaten Weltmeister in dieser Altersklasse und war während des Turniers bester Vorlagengeber der US-Auswahl.
Haliburton war Teil der US-Nationalmannschaft bei der Weltmeisterschaft 2023, die im Halbfinale gegen Deutschland ausschied.
Bei den Olympischen Spielen 2024 in Paris gewann er mit dem Team die Goldmedaille.

## Erfolge und Auszeichnungen
- 2× NBA All-Star: 2023, 2024
- 2× All-NBA Team: 2024, 2025

## Karriere-Statistiken

### NBA

#### Hauptrunde
| Saison   | Team                 | GP  | GS  | MPG  | FG % | 3P % | FT % | RPG | APG  | SPG | BPG | PPG  |
| -------- | -------------------- | --- | --- | ---- | ---- | ---- | ---- | --- | ---- | --- | --- | ---- |
| 2020–21  | Sacramento           | 58  | 20  | 30.1 | .472 | .409 | .857 | 3.0 | 5.3  | 1.3 | 0.5 | 13.0 |
| 2021–22  | Sacramento / Indiana | 77  | 77  | 35.0 | .473 | .414 | .842 | 4.0 | 8.2  | 1.7 | 0.6 | 15.3 |
| 2022–23  | Indiana              | 56  | 56  | 33.6 | .490 | .400 | .871 | 3.7 | 10.4 | 1.6 | 0.4 | 20.7 |
| 2023–24  | Indiana              | 69  | 68  | 32.2 | .477 | .364 | .855 | 3.9 | 10.9 | 1.2 | 0.7 | 20.1 |
| Gesamt   | Gesamt               | 260 | 221 | 32.9 | .478 | .393 | .856 | 3.7 | 8.7  | 1.5 | 0.6 | 17.2 |
| All-Star | All-Star             | 2   | 1   | 20.5 | .750 | .700 | -    | 4.0 | 4.5  | 0.0 | 0.0 | 25.0 |

#### Play-offs
| Saison  | Team    | GP | GS | MPG  | FG % | 3P % | FT % | RPG | APG | SPG | BPG | PPG  |
| ------- | ------- | -- | -- | ---- | ---- | ---- | ---- | --- | --- | --- | --- | ---- |
| 2023–24 | Indiana | 15 | 15 | 34.8 | .488 | .379 | .850 | 4.8 | 8.2 | 1.3 | 0.7 | 18.7 |
| Gesamt  | Gesamt  | 15 | 15 | 34.8 | .488 | .379 | .850 | 4.8 | 8.2 | 1.3 | 0.7 | 18.7 |